# Bethal
Bethal – miasto, zamieszkane przez 60 780 ludzi, w Republice Południowej Afryki, w prowincji Mpumalanga.
W okolicach Bethal uprawia się kukurydzę, słoneczniki, sorgo, żyto i ziemniaki.

## Osoby związane z Bethal
- Basil Isaac Hirschowitz – amerykański lekarz, konstruktor pierwszego giętkiego gastrofiberoskopu, urodził się w Bethal 29 maja 1925 roku[1] .
- Josia Thugwane – lekkoatleta, maratończyk i mistrz olimpijski, urodził się w Bethal.